# 马殿圣
马殿圣（1942年—），山东蓬莱人，中国人民解放军将领、中国人民解放军空军中将。 
2000年，授予中国人民解放军空军中将，曾任空军副司令员、南京军区副司令员。 